# Josef Zieleniec
Jaroslav Šedivý, né le 28 mai 1946 à Moscou, est un économiste et homme politique tchèque.